# Soul Eater: Battle Resonance
Soul Eater: Battle Resonance (ソウルイーター バトルレゾナンス, Sōru Ītā Batoru Rezonansu?) es un videojuego de lucha basado en el manga y anime Soul Eater de Atsushi Okubo. Producido y desarrollado por Namco Bandai para PlayStation 2 y PlayStation Portable.
Es el tercer juego basado en Soul Eater, tras los ya lanzado Soul Eater: Monotone Princess y Soul Eater: Plot of Medusa, pero el primero para PS2 y PSP. 

## Sistema de juego

### Modo Versus
Se trata de un videojuego de lucha 2D, con escenario 3D. Tiene dos modos de juego: 1 vs 1 o 3 vs 3. Cada persona posee varios combos, los cuales se realizan apretando los botones y las flechas. Pero cada botón tiene diferente intensidad de ataque, es decir, el cuadrado son ataques leves, triángulo son ataques graves y círculo son ataques especiales o fuertes. 
Además de la barra de vida, debajo de la pantalla hay otra barra. Esta barra indica el nivel de resonancia entre el meister y el arma (si es el caso de los estudiantes del Shibusen) y sirve para realizar ataques especiales. Esta posee tres niveles, que se tienen que ir liberando en combate. Cuando se llena una barra, te indicarán en pantalla que aprietes L + R, para desbloquear el siguiente nivel. Si llenas por completo la barra (3 niveles), al apretar L + R, se realizará un fuerte ataque cinematográfico. La barra se llenará realizando ataques, manteniendo apretado la X o apretando el botón que te indica tu arma en un momento oportuno (solo para los que poseen armas).
Para la defensa, únicamente se debe apretar la dirección en contra de donde está mirando el personaje. Aparte de defenderte, también puedes realizar contraataques. Esto se realiza como si estuvieras defendiendo, más cuadrado o triángulo. Si lo haces bien, el personaje contraatacará.

### Modo Aventura
En el modo aventura puedes elegir entre Maka Albarn, Black☆Star o Death the Kid. Este modo se presenta en un mapa, que cada vez presenta más zona. En cada zona puedes elegir diferentes misiones, que son combates. Estos siguen la historia o son combates con alguna condición.

## Lista de personajes
Lista de los personajes confirmados:
- Maka Albarn y Soul Eater
- Death the Kid, Liz y Patty
- Black☆Star y Tsubaki
- Ox Ford y Harv
- Sid Barett y Nygus
- Franken Stein
- Shinigami
- Medusa
- Free
- Chrona y Ragnarok
- Mifune
- Blair
- Excalibur